# Samsung Galaxy Fold
Samsung Galaxy Fold — смартфон со складным экраном (гибкий смартфон), созданный компанией Samsung Electronics. Был представлен 21 февраля 2019 года. Является частью серии Samsung Galaxy Z.

## Разработка
Прототип Galaxy Fold и его складного экрана (гибкий дисплей) был показан вместе с фирменной оболочкой One UI в ноябре 2018 года на конференции Samsung для разработчиков.

## Характеристики
В Galaxy Fold установлены два AMOLED-экрана. Первый, 4,6-дюймовый, расположен в центре передней панели и предназначен для использования одной рукой. После раскрытия устройства становится доступна вторая, 7,3-дюймовая матрица с большим вырезом для камер в правом верхнем углу. Сканер отпечатков пальца расположен отдельно под кнопкой включения. Смартфон имеет 12 ГБ оперативной и 512 ГБ флеш-памяти; используемая система на чипе — Qualcomm Snapdragon 855.
Устройство имеет два аккумулятора (по одному в каждой части) с суммарной ёмкостью 4380 мА·ч, а также шесть камер: три основных (12 Мп, 12, Мп, 16 Мп), две на стороне «главного» экрана (10 Мп, 8 Мп) и одну на передней панели (10 Мп).
Galaxy Fold будет продаваться с предустановленной операционной системой Android Pie и оболочкой One UI. 

В продаже появится вариант устройства с поддержкой сетей 5G.
Среди известных особенностей смартфона — работа с тремя приложениями одновременно и возможность моментально вывести на основной экран приложение, открытое в данный момент на передней панели.

## Проблемы и продажи
Планировалось, что продажи в США начнутся 26 апреля 2019 года, но из-за проблем с экраном они были отложены; примерная дата релиза состоялась 6 сентября 2019 года.

Продажи по всей России начались 25 октября 2019 года, цена составила 159 990 рублей.
Причиной задержки начала продаж стали жалобы на проблемы с дисплеем. Блогеры и журналисты, получившие первую версию смартфона, снимали защитную плёнку с экрана, предполагая, что она никак не влияет на работу дисплея. Однако плёнка оказалась критичной частью дисплея, без которой он не в состоянии нормально функционировать. Samsung перенесла начало продаж, чтобы доработать конструкцию дисплея и улучшить защиту механизма складывания устройства.